# Pluisjesmos-klasse
De pluisjesmos-klasse (Dicranelletea heteromallae) is een klasse van syntaxa die pioniervegetatie omvat waarin topkapselmossen- en levermossen domineren op beschaduwde steilkanten.

## Naamgeving en codering
- Syntaxoncode voor Nederland (rVvN): r60
- Natura2000-habitattypecode: (EU-code): H9190, H2180

De wetenschappelijke naam Dicranelletea heteromallae is afgeleid van de botanische naam van gewoon pluisjesmos (Dicranella heteromalla), die als klassekensoort te boek staat.

## Fysiognomie
De pluisjesmos-klasse omvat hoofdzakelijk laagblijvende pioniervegetatie waarin de vegetatiestructuur wordt bepaald door topkapselmossen en levermossen.

## Ecologie
De pluisjesmos-klasse kent een vrij duidelijk ecologisch domein. De vegetatie komt voor op oligotrofe tot meso-oligotrofe, droge tot matig vochtige, zure tot zwak zure, (nagenoeg) kalkloze bodems waarop geen strooisellaag is gevormd. Dikwijls gaat het om zand, leem of löss. Verder moeten het milieu reliëfrijk en zwaar beschaduwd tot halfbeschaduwd zijn. Typische standplaatsen vindt men bij steilkanten, holle wegen, wildwallen, sprengwanden en greppelkanten. Ook microhabitats zoals ingangen van burchten, holen van zoogdieren en wortelkluiten van omgevallen bomen vormen typerende standplaatsen.

## Mycoflora
In de gemeenschappen van de pluisjesmos-klasse kunnen verscheidene zeldzame schimmels voorkomen zoals pluisjesmosschijfje.

## Onderliggende syntaxa in Nederland en Vlaanderen
De pluisjesmos-klasse wordt in Nederland en Vlaanderen vertegenwoordigd door één orde met twee verbonden. Er worden alhier vijf rompgemeenschappen onderscheiden.
- - pluisjesmos-orde (Dicranelletalia heteromallae)
    - pluisjesmos-verbond (Dicranellion heteromallae)
      - associatie van gewoon appelmos (Bartramietum pomiformis)
      - associatie van gaaf buidelmos (Calypogeietum muellerianae)
      - greppelblaadje-associatie (Cladonietum caespiticiae)
      - associatie van groot platmos (Plagiothecietum nemoralis)
      - associatie van klein kortsteeltje en geel smaltandmos (Pleuridio-Ditrichetum)

    - viltmuts-verbond (Pogonation urnigeri)
      - lichtrandmos-associatie (Jungermannietum gracillimae)
      - associatie van gewone viltmuts (Pogonatetum aloidis)
      - associatie van grote viltmuts (Pogonatetum urnigeri)

- rompgemeenschap met groot rimpelmos (RG Atrichum undulatum-[Dicranelletea heteromallae/Cladonio-Lepidozietea])
- rompgemeenschap met gewoon sterrenmos (RG Mnium hornum-[Dicranelletea heteromallae/Cladonio-Lepidozietea])
- rompgemeenschap met gewoon plakkaatmos (RG Pellia epiphylla-[Dicranelletea heteromallae])
- rompgemeenschap met fraai haarmos (RG Polytrichum formosum-[Dicranellion heteromallae/Cladonio-Lepidozietea])
- rompgemeenschap met gewoon pronkmos (RG Pseudotaxiphyllum elegans-[Dicranellion heteromallae])

## Fotogalerij

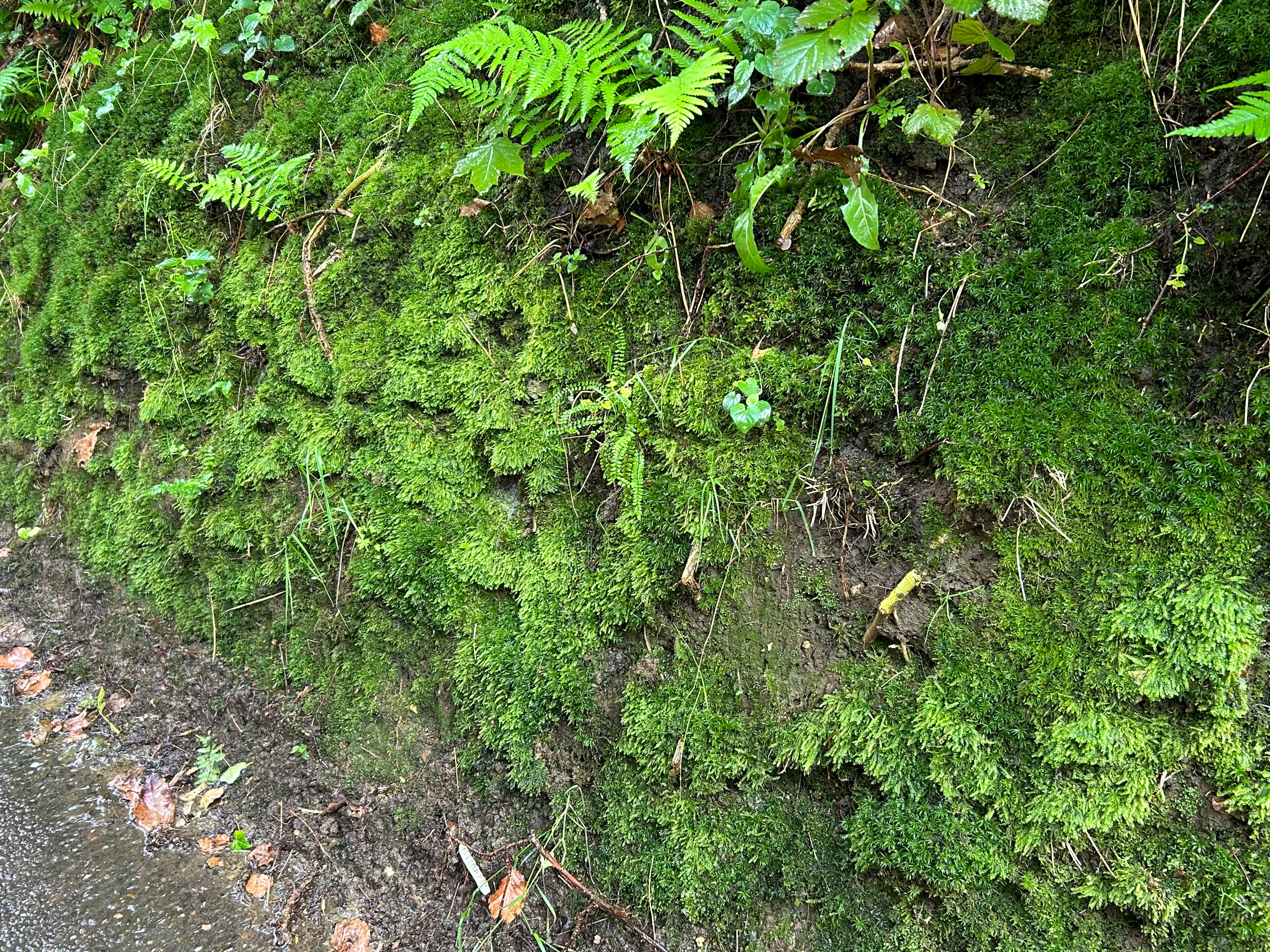
Een steilkant begroeid met de associatie van groot platmos

01 Eendenkroos-klasse (Lemnetea) · 02 Ruppia-klasse (Ruppietea) · 03 Zeegras-klasse (Zosteretea) · 04 Kranswieren-klasse (Charetea) · 05 Fonteinkruiden-klasse (Potametea) · 06 Oeverkruid-klasse (Littorelletea) · 07 Klasse van bronbeekgemeenschappen (Montio-Cardaminetea) · 08 Riet-klasse (Phragmitetea) · 09 Klasse van kleine zeggen (Parvocaricetea) · 10 Klasse van hoogveenslenken (Scheuchzerietea) · 11 Klasse van hoogveenbulten en natte heiden (Oxycocco-Sphagnetea) · 12 Weegbree-klasse (Plantaginetea majoris) · 13 Klasse van pioniergraslanden op gruis- en steenbodems (Sedo-Scleranthetea) · 14 Klasse van droge graslanden op zandgrond (Koelerio-Corynephoretea) · 15 Klasse van kalkgraslanden (Festuco-Brometea) · 16 Klasse van matig voedselrijke graslanden (Molinio-Arrhenatheretea) · 17 Marjolein-klasse (Trifolio-Geranietea sanguinei) · 18 Klasse van gladde witbol en havikskruiden (Melampyro-Holcetea mollis) · 19 Klasse van heischrale graslanden (Nardetea) · 20 Klasse van droge heiden (Calluno-Ulicetea) · 21 Muurvaren-klasse (Asplenietea) · 22 Klasse van vloedmerkgemeenschappen op zeedijken en rolkeistranden (Honckenyo-Elymetea) · 23 Klasse van vloedmerkgemeenschappen op zand en slik (Cakiletea maritimae) · 24 Helm-klasse (Ammophiletea) · 25 Slijkgras-klasse (Spartinetea) · 26 Zeekraal-klasse (Thero-Salicornietea) · 27 Zeeaster-klasse (Asteretea tripolii) · 28 Zeevetmuur-klasse (Saginetea maritimae) · 29 Dwergbiezen-klasse (Isoeto-Nanojuncetea) · 30 Tandzaad-klasse (Bidentetea) · 31 Klasse van akkergemeenschappen (Stellarietea mediae) · 32 Klasse van ruderale gemeenschappen (Artemisietea vulgaris) · 33 Klasse van natte strooiselruigten (Convolvulo-Filipenduletea) · 34 Klasse van nitrofiele zomen (Galio-Urticetea) · 35 Klasse van kapvlaktegemeenschappen (Epilobietea angustifolii) · 36 Brummel-klasse (Lonicero-Rubetea plicati) · 37 Klasse van brem- en gaspeldoornstruwelen (Cytisetea scopario-striati) · 38 Klasse van kruipwilg- en duindoornstruwelen (Salicetea arenariae) · 39 Klasse van wilgenbroekstruwelen (Franguletea) · 40 Klasse van doornstruwelen (Rhamno-Prunetea) · 41 Klasse van wilgenvloedbossen en -struwelen (Salicetea purpureae) · 42 Klasse van elzenbroekbossen (Alnetea glutinosae) · 43 Klasse van berkenbroekbossen (Vaccinio-Betuletea pubescentis) · 44 Klasse van naaldbossen (Vaccinio-Piceetea) · 45 Klasse van eiken- en beukenbossen op voedselarme grond (Quercetea robori-petraeae) · 46 Klasse van eiken- en beukenbossen op voedselrijke grond (Querco-Fagetea) · 47 Klasse van (spat)watergemeenschappen (Hymenelio-Fontinalietea) · 48 Zeestippelkorst-klasse (Hydropunctarietea maurae) · 49 Klasse van stippelkorsten en achterlichtmossen (Verrucario-Schistidietea) · 50 Klasse van bisschopsmutsen en landkaartmossen (Racomitrio-Rhizocarpetea) · 51 Poederkorst-klasse (Chrysotrichetea chlorinae) · 52 Schorsmos-klasse (Hypogymnietea physodis) · 53 Klasse van haarmutsen en vingermossen (Orthotricho-Physcietea) · 54 Schriftmos-klasse (Arthonio-Lecidelletea) · 55 Boomspijkertjes-klasse (Calicio-Chrysotrichetea) · 56 Kringmos-klasse (Neckeretea complanatae) · 57 Klasse van vertakt bekermos en neptunusmos (Cladonio-Lepidozietea) · 58 Druppelkorst-klasse (Fellhaneretea) · 59 Klasse van purpersteeltje en ruig haarmos (Ceratodonto-Polytrichetea) · 60 Pluisjesmos-klasse (Dicranelletea heteromallae) · 61 Smaragdsteeltjes-klasse (Psoretea decipientis) · 62 Kruikmos-klasse (Splachnetea)